# Pezze di Greco
Pezze di Greco is een plaats (frazione) in de Italiaanse gemeente Fasano, provincie Brindisi, en telt ongeveer 5000 inwoners.

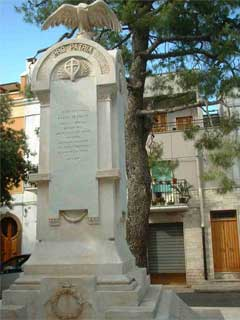
Gedenkteken